# Nurture (album)
Nurture là album phòng thu thứ hai của Porter Robinson, nhạc sĩ âm nhạc điện tử người Mỹ. Abum được phát hành vào ngày 23 tháng 4 năm 2021, dưới hãng đĩa Mom + Pop Music.

## Bối cảnh
Sau khi phát hành album đầu tay của anh, Porter nói rằng anh gặp khó khăn trong việc sản xuất âm nhạc từ năm 2015 đến 2017 do trầm cảm.
Vào năm 2016, Porter phát hành Shelter, là sản phẩm của sự hợp tác của một người bạn và cũng là một nghệ sĩ âm nhạc điện tử - Madeon. Vào năm 2017, Porter hé lộ một dự án mới mà anh gọi là Virtual Self - một dự án mà anh sẽ tập trung vào thể loại nhạc eurodance và trance. Một album gồm năm bài hát được ra mắt sau đó vào ngày 29 tháng 11 năm 2017.
Tháng 1 năm 2020, Porter công bố album Nurture và đĩa đơn thứ nhất của album, Get Your Wish. Đi cùng với thông báo đó là một video dài 52 giây chứa các thông điệp khó hiểu và các gợi ý khác nhau. Những thông điệp và gợi ý này là dấu ấn đặc trưng của Robinson, người thường xuyên giấu chúng trong các album art và âm nhạc của mình để người hâm mộ của mình tự giải mã.
Porter đã có ý định phát hành Nurture vào tháng 9 năm 2020, tuy nhiên anh đã phải dời lại do ảnh hưởng của đại dịch COVID-19. Nhân cơ hội ngày phát hành album bị dời lại, anh đã thêm và thay thế một số bài hát, nâng tổng số bài trong album từ 11 lên 14 bài.
Vào ngày 18 tháng 12 năm 2020, album Nurture đã được hoàn thành, Porter cũng thông báo Nurture sẽ được phát hành trong vài tháng tới. Sau đó, anh công bố ngày phát hành chính xác của album là ngày 23 tháng 4 năm 2021.
Vào ngày 12 tháng 4 năm 2021, anh tiết lộ tên của tất cả các bài hát trong album trên Twitter.

## Đĩa đơn
| Đĩa đơn              | Nghệ sĩ                                             | Ngày phát hành      |
| -------------------- | --------------------------------------------------- | ------------------- |
| Get Your Wish        | Porter Robinson                                     | 29 tháng 1 năm 2020 |
| Something Comforting | Porter Robinson                                     | 10 tháng 3 năm 2020 |
| Mirror               | Porter Robinson                                     | 26 tháng 8 năm 2020 |
| Look at the Sky      | Porter Robinson                                     | 27 tháng 1 năm 2021 |
| Musician             | Porter Robinson                                     | 3 tháng 3 năm 2021  |
| Unfold               | Porter Robinson, Totally Enormous Extinct Dinosaurs | 22 tháng 4 năm 2021 |

## Biểu diễn trực tiếp
Vào ngày 14 tháng 4 năm 2021, Porter thông báo về lễ hội âm nhạc Secret Sky 2021 sẽ diễn ra vào ngày 24 tháng 4 năm 2021, một ngày sau khi ra mắt album Nurture. Cũng trong tuần đó, anh cũng hé lộ dàn nghệ sĩ sẽ tham gia lễ hội này, bao gồm anh ấy, Baauer, Boys Noize, End of the World, Imanu B2B Buunshin, James Ivy, Kero Kero Bonito, Laxcity, Masakatsu Takagi, No Rome, Rezz, Salute, Serph, Swardy, Wave Racer, và Yvette Young.
Vào ngày 10 tháng 5 năm 2021, Porter công bố tour North American Nurture, với sự tài trợ của Jai Wolf.

## Đánh giá
| Đánh giá chuyên môn  | Đánh giá chuyên môn |
| Điểm trung bình      | Điểm trung bình     |
| Nguồn                | Đánh giá            |
| -------------------- | ------------------- |
| AnyDecentMusic?      | 7.5/10              |
| Metacritic           | 79/100              |
| Nguồn đánh giá       |                     |
| Nguồn                | Đánh giá            |
| The Line of Best Fit | 9/10                |
| Clash                | 8/10                |
| musicOMH             | [ 23 ]              |
| NME                  | [ 24 ]              |
| Slant                | [ 25 ]              |
| Pitchfork            | 7.6/10              |
| Spectrum Culture     | 75%                 |

Sophie Walker từ tạp chí The Line of Best Fit đánh giá 9/10, viết: "Mặc dù Nurture nghe có vẻ hỗn loạn, nhưng sự hỗn loạn đó chỉ có thể bắt nguồn từ đam mê - và Porter Robinson đã tái khởi động niềm đam mê ấy."
Josh Crowe từ tạp chí Clash đánh giá 8/10, viết: "Lời bài hát và phần nhạc nền kết hợp với nhau có thể cực kì điên loạn, nhưng bạn không thể trách được người nghệ sĩ đã mang lại những xúc cảm đặc biệt hơn hẳn các thể loại nhạc đại chúng mà bạn hay nghe ở câu lạc bộ."
Ben Devlin từ tạp chí musicOMH cho 4 trên 5 sao, viết: "Nurture không phải là một bản thu âm hoàn hảo vì nó quá đơn điệu cho một album dài một tiếng, nhưng Porter đã thành công trong việc tạo ra một thứ âm nhạc tươi sáng và mê hoặc người nghe."
Trong bài đánh giá mà Aaron Pasking viết cho tạp chí Spectrum Culture có đoạn: "Nurture chân thật và nổi bật hơn nhiều so với album trước đó của Porter, Worlds. Như tất cả các album kế nhiệm thành công khác, Nurture đã tạo nên chất âm nhạc độc nhất vô nhị mà vẫn giữ vững những phẩm chất đã giúp nó thành công ngay từ đầu."

## Danh sách bài hát
Porter đã hé lộ tên của toàn bộ 14 bài hát vào ngày 12 tháng 4 năm 2021. Phiên bản Nhật Bản của album có thêm một bài hát với sự góp mặt của Wednesday Campanella.
Tất cả các ca khúc được viết bởi Porter Robinson, ngoại trừ những bài được chú thích.
| STT              | Nhan đề                                            | Sáng tác                                            | Thời lượng |
| ---------------- | -------------------------------------------------- | --------------------------------------------------- | ---------- |
| 1.               | "Lifelike"                                         |                                                     | 1:35       |
| 2.               | "Look at the Sky"                                  |                                                     | 5:10       |
| 3.               | "Get Your Wish"                                    |                                                     | 3:39       |
| 4.               | "Wind Tempos"                                      | Robinson Amy Allen Elliot Jacobson Christopher Leon | 6:04       |
| 5.               | "Musician"                                         | Robinson Sarah Midori Perry Gus Lobban              | 3:59       |
| 6.               | "Do-re-mi-fa-so-la-ti-do"                          |                                                     | 3:35       |
| 7.               | "Mother"                                           |                                                     | 3:46       |
| 8.               | "Dullscythe"                                       |                                                     | 4:00       |
| 9.               | "Sweet Time"                                       |                                                     | 4:12       |
| 10.              | "Mirror"                                           |                                                     | 5:07       |
| 11.              | "Something Comforting"                             |                                                     | 4:42       |
| 12.              | "Blossom"                                          |                                                     | 3:46       |
| 13.              | "Unfold" (with Totally Enormous Extinct Dinosaurs) | Robinson Orlando Higginbottom                       | 4:46       |
| 14.              | "Trying to Feel Alive"                             |                                                     | 4:40       |
| Tổng thời lượng: | Tổng thời lượng:                                   | Tổng thời lượng:                                    | 59:01      |

| Độc quyền ở phiên bản Nhật Bản | Độc quyền ở phiên bản Nhật Bản                 | Độc quyền ở phiên bản Nhật Bản          | Độc quyền ở phiên bản Nhật Bản |
| STT                            | Nhan đề                                        | Sáng tác                                | Thời lượng                     |
| ------------------------------ | ---------------------------------------------- | --------------------------------------- | ------------------------------ |
| 15.                            | "Fullmoon Lullaby" (with Wednesday Campanella) | Robinson Misaki Koshi Hidefumi Kenmochi | 4:03                           |
| Tổng thời lượng:               | Tổng thời lượng:                               | Tổng thời lượng:                        | 63:04                          |

Chú thích
- "Look at the Sky" có phần biểu diễn guitar của Yvette Young.[29]
- "Wind Tempos" có một số đoạn nhạc của Masakatsu Takagi.[30]
- "Musician" có một vài đoạn nhạc đến từ bài "Think (About It)" của Lyn Collins, "It Takes Two" của Rob Base and DJ E-Z Rock[31] và một ID là sự hợp tác của Porter và Kero Kero Bonito.[32]
- Tất cả các bài hát đều được thu âm ở In-Da-Mix Studios tại Montreal, Canada.
- "Look At The Sky", "Get Your Wish" và "Something Comforting" được Zino Mikorey chịu trách nhiệm hậu kì. "Lifelike", " Wind Tempos", "Musician", " do-re-mi-fa-so-la-ti-do", "Mother", "dullscythe", " Sweet Time", "Mirror", " Blossom", "Unfold" and "Trying To Feel Alive" được hậu kì bởi Randy Merrill.

## Bảng xếp hạng
| Chart (2021)                                  | Xếp hạng cao nhất |
| --------------------------------------------- | ----------------- |
| Australian Albums (ARIA)                      | 27                |
| Album Canada (Billboard)                      | 57                |
| Japan Hot Albums (Billboard Japan)            | 50                |
| Japanese Albums (Oricon)                      | 74                |
| Album Anh Quốc Dance (OCC)                    | 5                 |
| Album Hoa Kỳ Billboard 200                    | 52                |
| Album Hoa Kỳ Independent (Billboard)          | 6                 |
| Album Hoa Kỳ Top Dance/Electronic (Billboard) | 1                 |
| Album Hoa Kỳ Vinyl (Billboard)                | 7                 |